# La Herrera
La Herrera ist eine Gemeinde (municipio) mit 303 Einwohnern (Stand: 2024) im Süden der Provinz Albacete in der autonomen Region Kastilien-La Mancha. Neben dem Hauptort La Herrera gehören die Weiler La Choriza und El Cuartico zur Gemeinde.

## Lage
La Herrera liegt in der nördlichen Berglandschaft der Sierra de Alcaraz, dem nördlichen Ausläufer der Betischen Kordillere. Der Ort befindet sich in ca. 22 km (Fahrtstrecke) westsüdwestlich der Provinzhauptstadt Albacete einer Höhe von ca. 710 m. Das Klima im Winter ist gemäßigt, im Sommer dagegen warm; die geringen Niederschlagsmengen (432 mm/Jahr) fallen – mit Ausnahme der nahezu regenlosen Sommermonate – verteilt übers ganze Jahr.

## Bevölkerungsentwicklung
| Jahr      | 1970 | 1981 | 1991 | 2001 | 2011 | 2021 |
| Einwohner | 569  | 611  | 443  | 380  | 350  | 318  |

## Sehenswürdigkeiten
- Marienkirche (Iglesia de Nuestra Señora del Pilar)

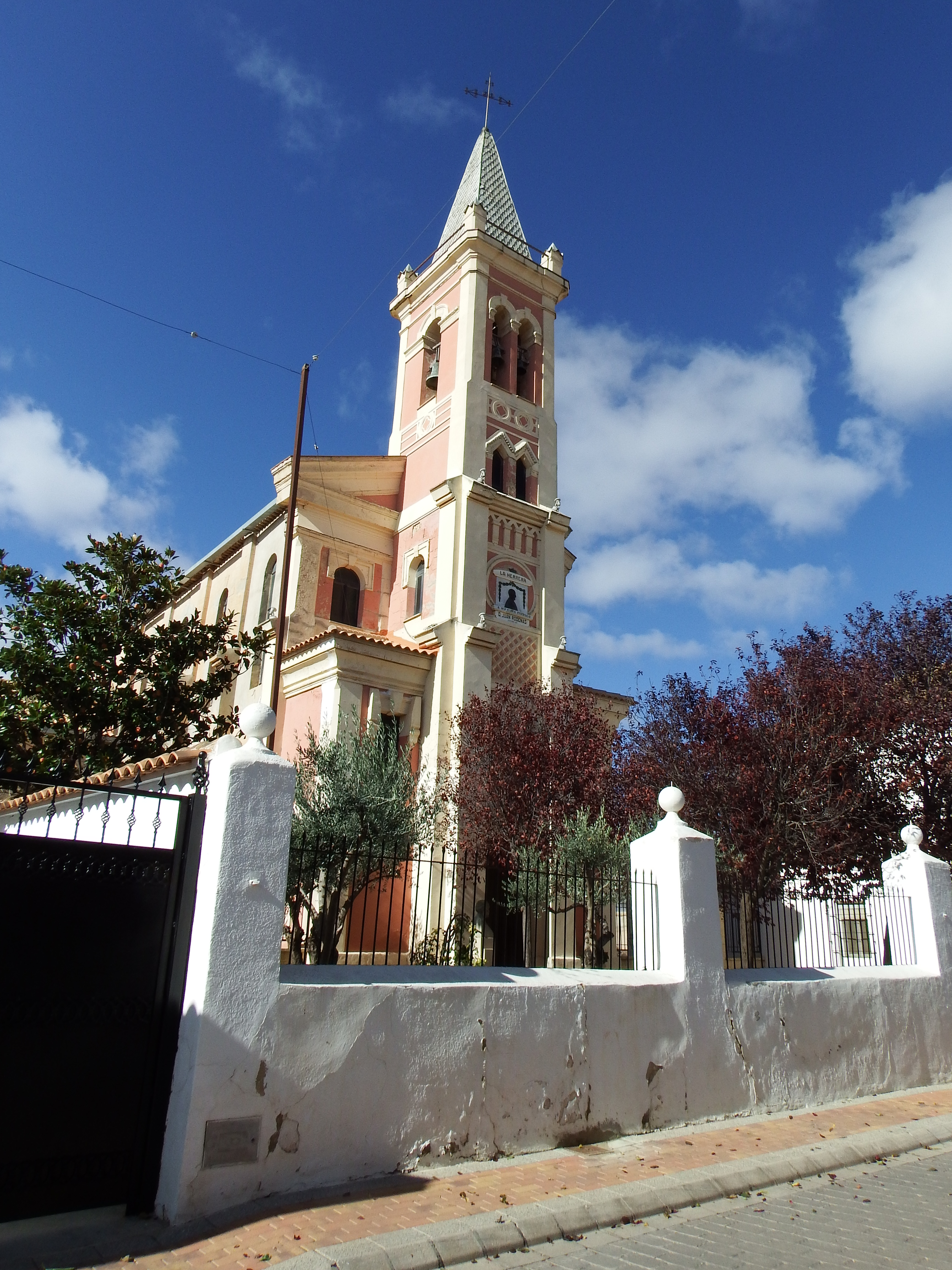
Marienkirche
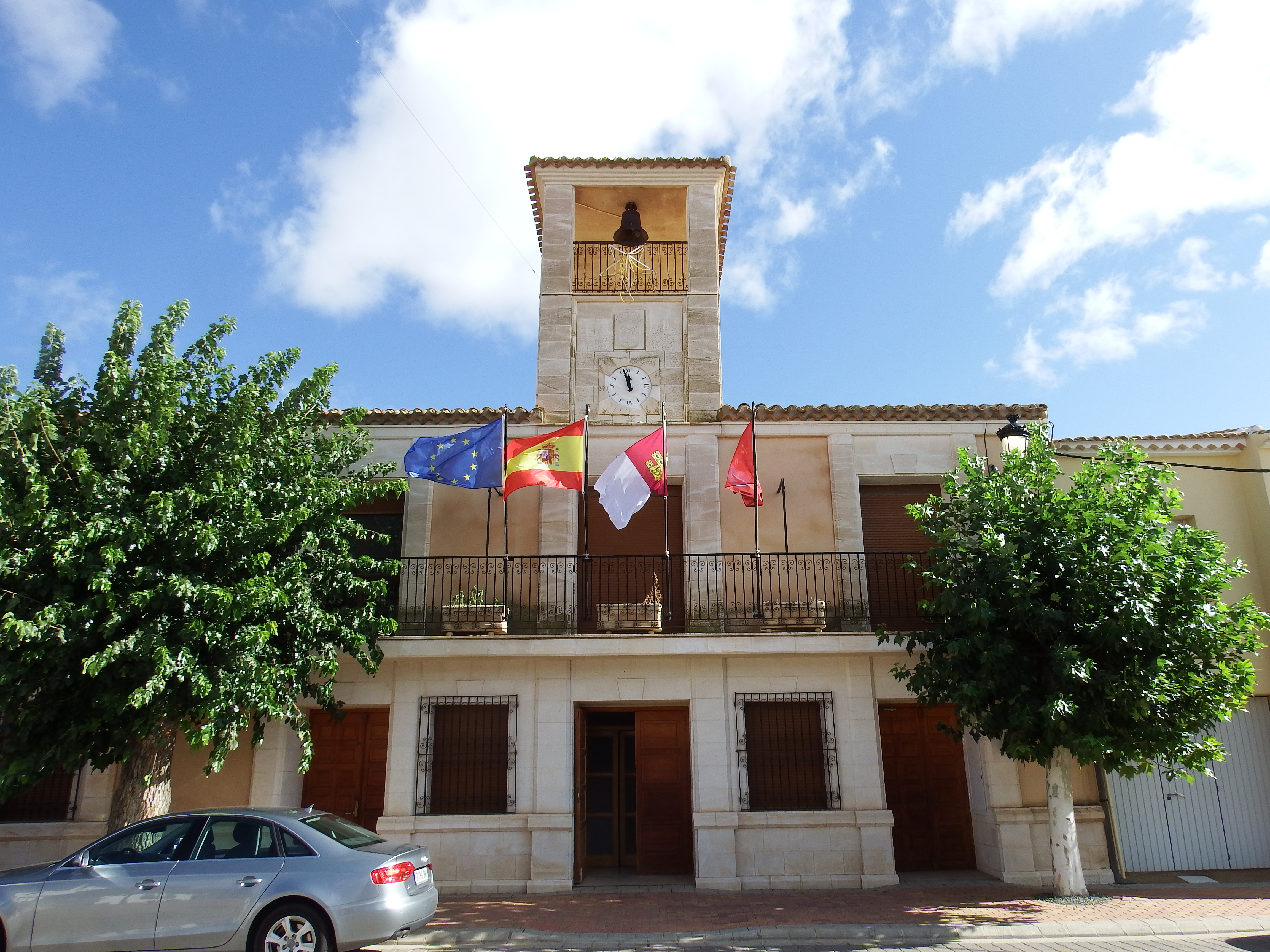
Rathaus